# Citroën AX
La Citroën AX è un'autovettura prodotta tra il 1986 ed il 1998 dalla casa automobilistica francese Citroën.

## Storia

### Genesi e debutto
Nel gennaio del 1981 il direttivo Citroën diede il via al progetto S9. Scopo di tale progetto fu quello di trovare un'erede ai modelli Visa ed LNA. La Visa, pur essendo in listino in quel momento da tre anni, montava soluzioni tecniche oramai obsolete, come il vecchio bicilindrico di origine 2CV. Quanto alla LNA, si trattava semplicemente di una riproposizione della 104 a 3 porte, dotata quindi della medesima carrozzeria, ma con lo stesso bicilindrico raffreddato ad aria. Quanto alla 2 CV, si scelse provvisoriamente di non sostituirla con il nuovo modello che sarebbe nato dal progetto S9, poiché rappresentava un'icona del marchio francese.
Per quanto riguarda il disegno della carrozzeria, furono vagliate molte proposte stilistiche provenienti da svariate personalità legate in un modo o nell'altro al Gruppo PSA, ma anche da alcuni atelier esterni tra cui quella di Art Blakeslee (all'epoca responsabile per il design della Talbot) e quella di Fergus Pollock, che propose una carrozzeria monovolume, all'epoca rivoluzionaria. 

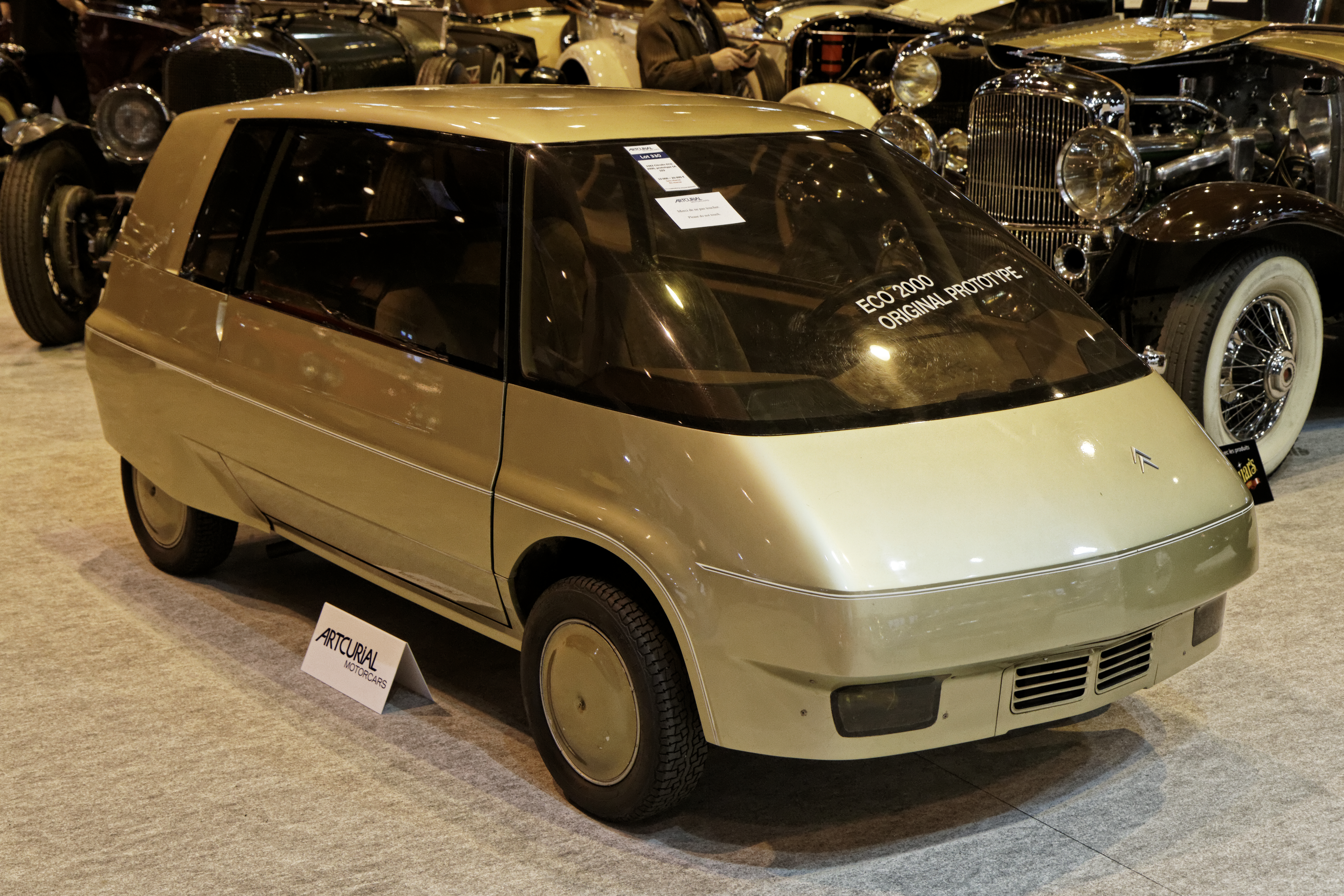
Prototipo ECO 2000 del 1982

La direzione della progettazione della carrozzeria della nuova utilitaria fu infine affidata a Trevor Fiore, incaricato di vagliare le varie proposte. Venne inoltre avviata una ricerca di mercato presso la potenziale clientela della nuova vettura.
Durante i primi anni di progettazione, la casa francese presentò una piccola serie di concept, tutte denominate con la sigla ECO 2000, caratterizzate da una carrozzeria molto aerodinamica (Cx pari a 0.22), dimensioni compatte e buona abitabilità interna in rapporto agli ingombri esterni. Da questi prototipi sarebbe derivata la futura utilitaria dove il fattore aerodinamico avrebbe permesso una riduzione dei consumi ed una maggior brillantezza nel comportamento su strada. La riduzione dei consumi era uno dei punti fermi ed imprescindibili del progetto, per questo venne data molta importanza anche al risparmio di peso.
Per quanto riguardava la meccanica, si scelse di rinunciare a motori tradizionali della Citroën per puntare sulle nuove unità quadricilindriche PSA; per la nuova utilitaria si scelse di realizzare una nuova gamma di motori direttamente derivata dalla vecchia serie X, realizzata dalla Peugeot ancora anni prima della sua fusione con la Citroën.
Il debutto avvenne al salone dell'automobile di Parigi del 1986, con il nome di AX, una sigla con la quale si intendeva dare continuità alla gamma Citroën del tempo, composta principalmente dall'ammiraglia CX e dalla media BX oltre che dalla 2CV e dalla Visa. In realtà, se la AX sostituì la LNA, non fece lo stesso per la Visa, poiché questa si trovava un gradino più in alto nella gamma e proponeva anche motorizzazioni di livello superiore e la configurazione a 5 porte, non presente al debutto della AX. Pertanto, la Visa continuò ad essere prodotta ancora per un paio di anni prima di essere sostituita nel 1991 dalla ZX.

### Design ed interni

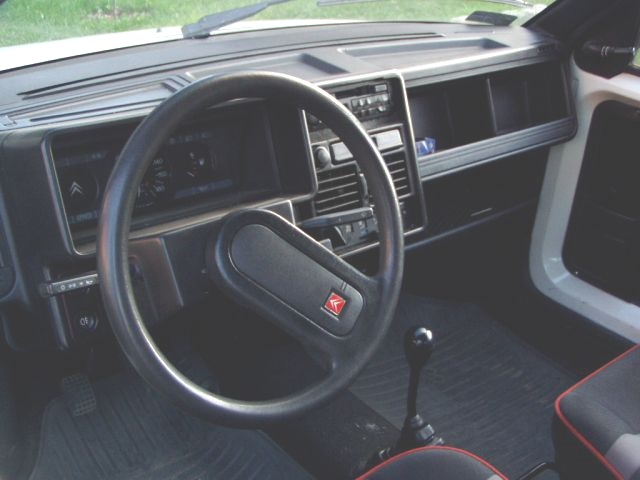
Abitacolo della prima versione della AX

Caratterizzata da un Cx di appena 0.31, uno dei migliori all'epoca per un'utilitaria, la AX era contraddistinta dalla presenza di linee semplici, che a prima vista ricordavano quelle della Visa, grazie al suo corpo vettura a due volumi con lunotto e montanti posteriori leggermente inclinati ed i passaruota posteriori carenati. Anche il frontale, molto più semplice e liscio rispetto a quello della Visa, appariva più una evoluzione che non una rivoluzione stilistica in senso stretto. La coda era la parte più interessante: i nuovi gruppi ottici erano a sviluppo verticale ed era presente una sorta di spoiler integrato posto alla base del lunotto.
L'abitacolo è stato progettato tenendo conto del fattore ergonomico e del comfort di marcia, nonché della massima capacità possibile per il vano bagagli, da 265 litri ampliabili a 1.160 grazie alla possibilità di abbattere lo schienale.

### Struttura, meccanica e motori

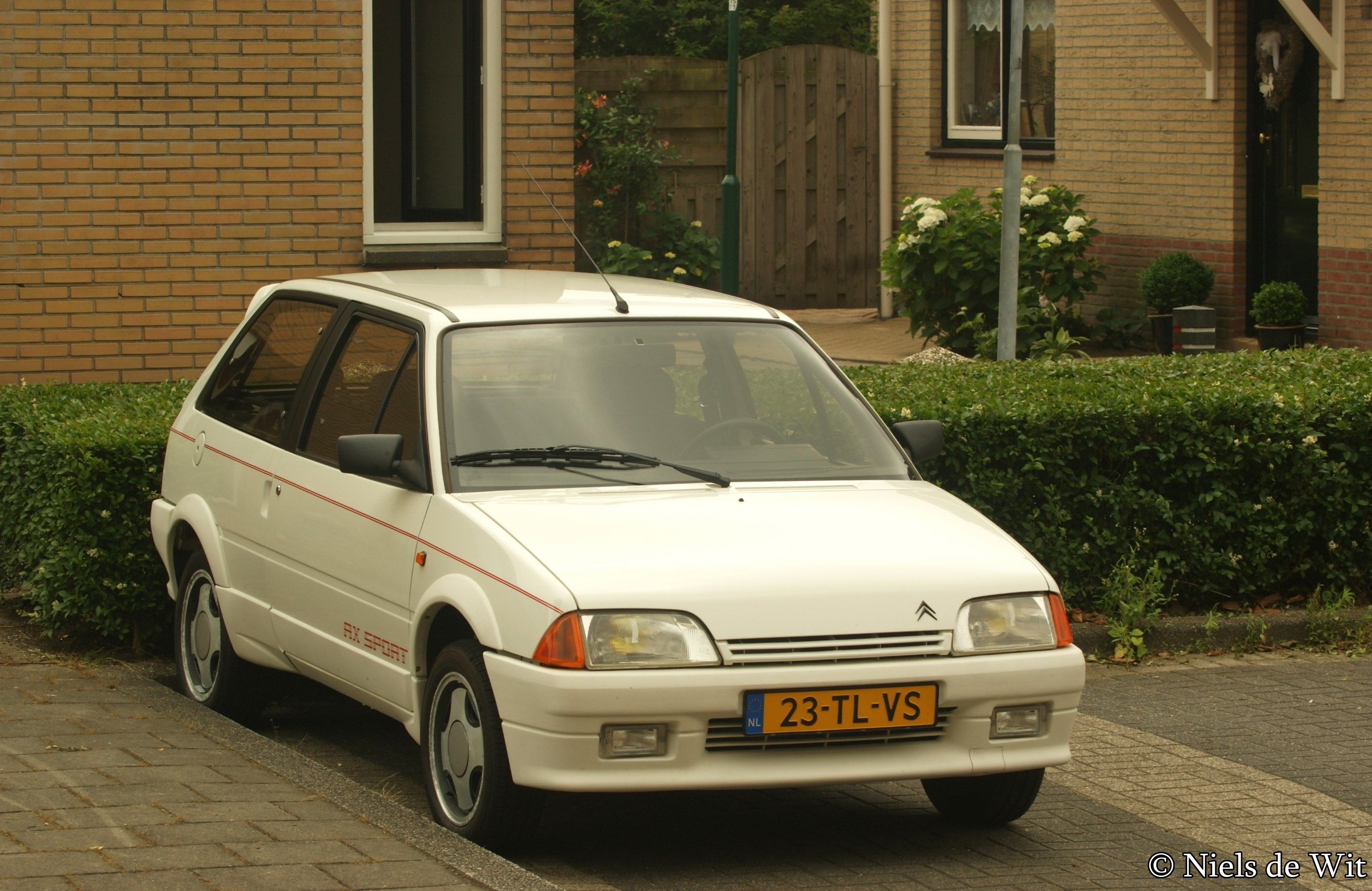
AX Sport

I progettisti Citroën sono riusciti a creare una vettura che mediamente pesava fino a 100 kg in meno rispetto alla concorrenza. Tale valore acquisì rilevanza al momento del lancio della AX, poiché era molto difficile risparmiare in peso per un'utilitaria quando non era possibile investire in materiali come l'alluminio, troppo costosi per una vettura di fascia bassa.
Il pianale su cui nacque la nuova AX fu di nuova progettazione e incorporava quelle soluzioni di meccanica che avrebbero garantito maneggevolezza, agilità e tenuta di strada ai vertici della sua categoria, a tal punto che lo stesso pianale sarebbe stato utilizzato anche per le successive Peugeot 106 e Citroën Saxo.
Montava un avantreno di tipo MacPherson con molle elicoidali ed un retrotreno a bracci longitudinali e barre di torsione. Su entrambi gli assi erano presenti ammortizzatori idraulici telescopici. L'impianto frenante era di tipo misto, vale a dire con freni a disco all'avantreno e freni a tamburo al retrotreno e non erano presenti dispositivi elettronici di assistenza alla frenata. Lo sterzo era a cremagliera, senza servoassistenza.
Al suo debutto fu proposta in tre motorizzazioni a benzina, tutte appartenenti alla nuova serie TU, direttamente nata sulla base dei precedenti motori della Serie X:
- AX 10, equipaggiata con un motore da 954 cm³ in grado di erogare fino a 45 CV di potenza massima;
- AX 11, equipaggiata con un motore da 1124 cm³ della potenza di 55 CV;
- AX 14, spinta da un motore da 1360 cm³ con potenza massima di 65 CV.

Tutti i motori erano molto parchi nei consumi e per sottolineare questo aspetto, la AX fu protagonista di alcune prove estreme per valutarne l'economicità nei consumi, ottenendo risultati più che lusinghieri.
Due i cambi previsti: mentre la versione di base da 45 CV era accoppiata ad un cambio manuale a 4 marce, per le altre era previsto un cambio a 5 marce, sempre manuale.

### Allestimenti
Quattro erano gli allestimenti previsti per la AX al suo debutto:
- E: allestimento base, abbinato unicamente al motore da un litro di cilindrata caratterizzato da un dotazione spartana e dai montanti verniciati in tinta con la carrozzeria. Erano comunque presenti la predisposizione per l'autoradio ed i retrovisori esterni regolabili dall'interno;
- RE: allestimento previsto in abbinamento ai motori da 1 ed 1.1 litri, era caratterizzato da una dotazione leggermente più ricca, poiché aveva anche i montanti neri. Inoltre la "RE" era ordinabile a 3 e 5 porte, mentre la "E" solo a 3 porte;
- TRE: allestimento abbinato inizialmente solo al motore da 1.1 litri, simile al precedente RE, ma che aveva in più i pannelli in stoffa e niente lamiera a vista e il tergilunotto, l'accendisigari, il ventilatore interno a 3 velocità (2 velocità sulle versioni "E" e "RE"), un vano portaoggetti fra la leva del cambio e il freno a mano, i vani della plancia chiusi da un cassettino e (nella versione a 3 porte) i finestrini posteriori apribili a compasso (sigillati nelle versioni "E" e "RE"). Infine, il motore 1.0 litri sulla "TRE" era abbinato a un cambio a 5 rapporti (4 rapporti nelle versioni "E" e "RE");
- TRS: allestimento abbinato solo al motore da 1.4 litri e più completo nella dotazione;
- TZS: allestimento top di gamma, abbinato anch'esso unicamente al motore da 1.4 litri e con dotazione particolarmente curata.

## Evoluzione

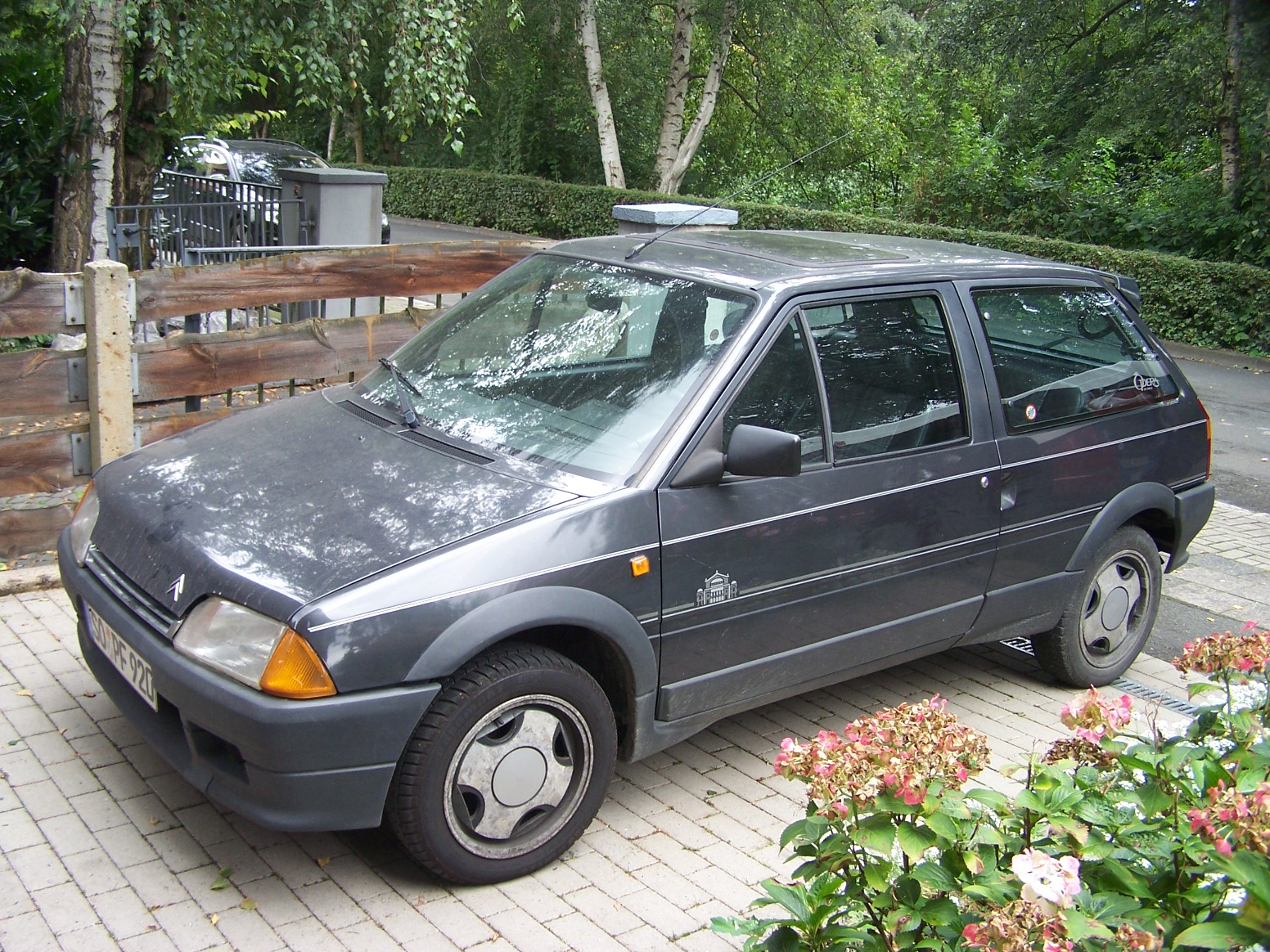
Una AX GT con motore 1.4 da 85 CV

La produzione fu avviata nello stabilimento di Aulnay-sous-Bois, presso Parigi, nella sola carrozzeria a tre porte.
L'AX riscosse subito successo grazie alle doti di economicità e praticità di utilizzo. Il merito va alle caratteristiche aerodinamiche, tra le migliori all'epoca per un'utilitaria, ed al peso ridotto, circa 650 kg a vuoto, che conferì alla vettura prestazioni rimarchevoli anche con motori di piccola cilindrata. Il pianale utilizzato la rese molto maneggevole nel traffico cittadino. Tutte caratteristiche che, unite anche al prezzo molto concorrenziale, sancirono di fatto il consenso in tutta Europa.
Poco tempo dopo il lancio, nel 1987, il listino fu completato con l'arrivo della versione 5 porte e, per alcuni mercati, delle primissime versioni provviste di convertitore catalitico, queste ultime solo con motore 1.1 e 1.4 e negli allestimenti TRE e TRS. Nello stesso anno arrivarono le versioni sportive: la AX Sport, già svelata l'anno prima ed equipaggiata con un motore da 1290 cm³ e 95 CV di potenza massima, associati ad un peso di appena 715 kg. La si riconosceva per la livrea, sempre bianca, e per i cerchi in acciaio verniciati di bianco come sulla Peugeot 205 Rallye. L'equipaggiamento scarno di questa versione, ancor più che sulle versioni di accesso alla gamma, ne fecero una base per gli appassionati che desideravano cimentarsi con le corse. Altra versione sportiva era la AX GT, una versione più accessoriata, che montava una versione potenziata del classico 1.4 PSA e raggiungeva gli 85 CV di potenza massima.
Nel 1988 arrivò la versione diesel da 1.4 litri e 53 CV di potenza massima, particolarmente parca nei consumi e disponibile negli allestimenti D, RD e TRD, equivalenti agli allestimenti E, RE e TRE presenti nelle versioni a benzina. Contemporaneamente, i motori 1.4 a benzina non catalizzati salirono da 65 a 70 CV.
Nel 1989 le versioni E e RE vennero sostituite rispettivamente dalle versioni TE e TGE, ed in più arrivò anche la AX 11 TRS, che portò una dotazione più completa. Il motore rimase lo stesso da 55 CV.
Ma già nel 1990, dopo un solo anno di commercializzazione, la TRS cedette il posto alla TZX, ancora più dotata e rifinita. Nello stesso anno la AX Sport uscì dai listini.

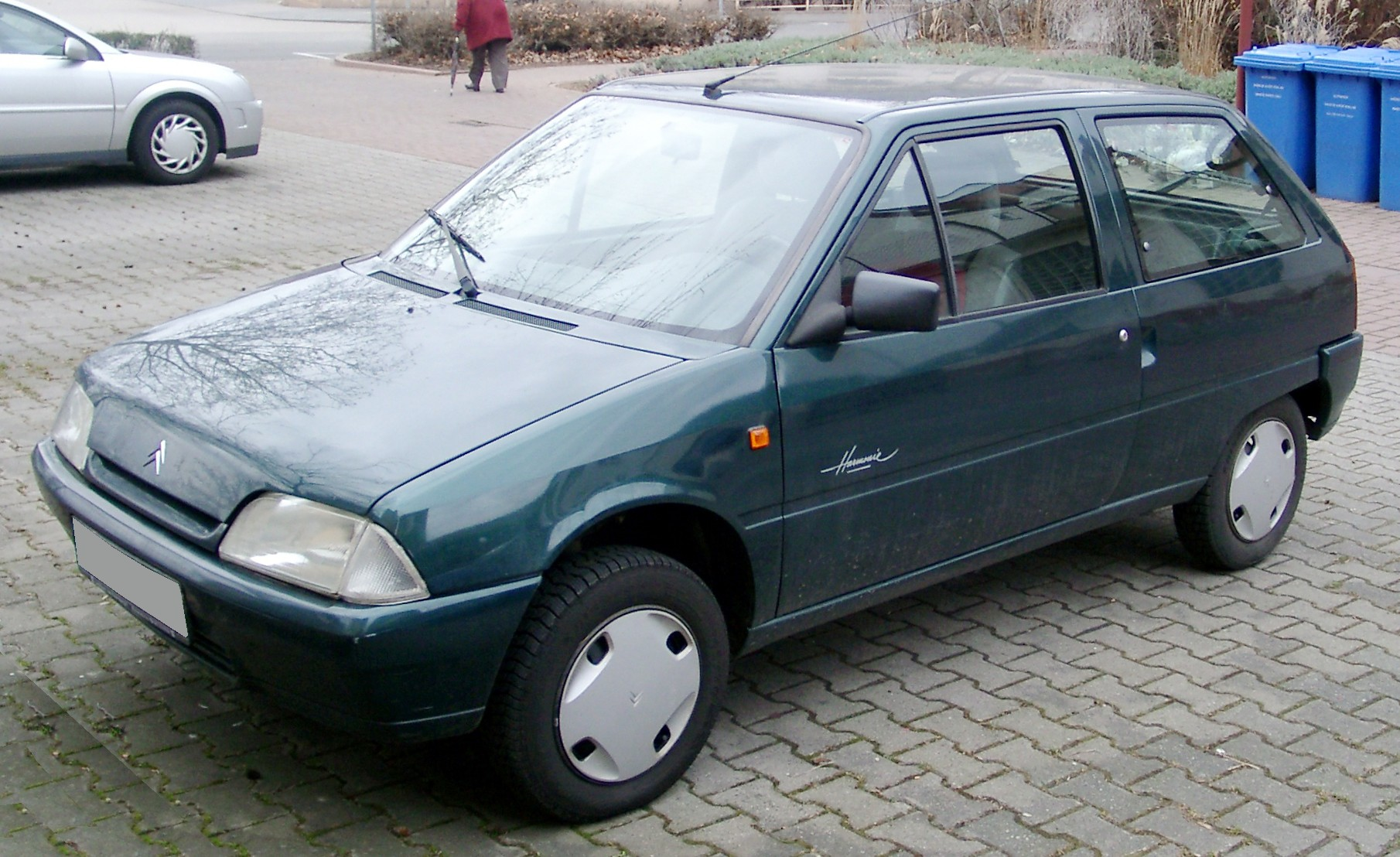
Una AX dopo il restyling del 1991

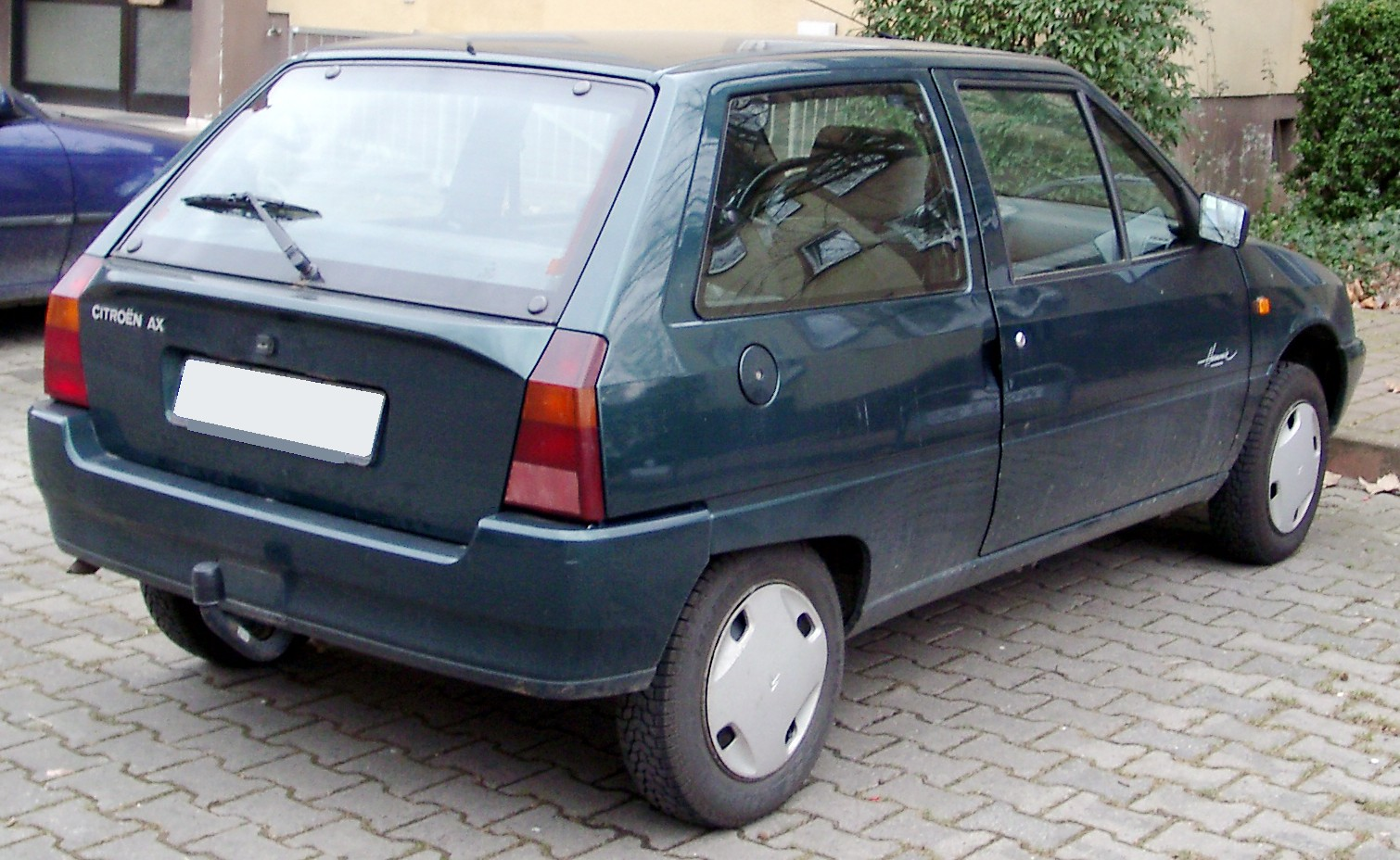
Vista posteriore dopo il restyling

Nell'ottobre del 1991 vi fu un lieve restyling: vennero ridisegnati i paraurti, ora meno spigolosi, e gli indicatori di direzione anteriori avevano plastiche bianche anziché arancio; all'interno il cruscotto divenne più completo e la plancia più imbottita. Per quanto riguarda la gamma, cambiarono gli allestimenti: a fianco della AX 10E rimasta immutata nella denominazione, apparve la AX Ten che sostituì la RE; inoltre le versioni con motore da 1.1 litri videro l'arrivo degli allestimenti Classic, First e Allure. Le versioni 1.4 a benzina passarono da 70 a 75 CV e furono proposte negli allestimenti Allure e Tecnic. Le versioni diesel furono disponibili negli allestimenti Ten, Allure ed Echo, ma non tutti erano previsti per qualsiasi mercato. 
La vera novità nella gamma fu però l'arrivo della AX 4x4, una versione a trazione integrale adatta per i terreni accidentati e nata per tentare di frenare il successo della Fiat Panda 4x4. Il suo motore era il 1.4 da 75 CV, qui nell'inedita variante ad iniezione, ma senza catalizzatore.
La AX GT fu affiancata dalla AX GTi, una versione ancor più potente ed accessoriata, sempre dotata del 1.4 TU, ma con 98 CV (72 KW) di potenza massima e dal peso di 795 kg.
Nel 1992, a causa delle incombenti normative antinquinamento, l'intera gamma AX fu prodotta non più a carburatori, ma ad iniezione elettronica e con scarico catalitico su tutti i modelli. Contemporaneamente, i motori da 1 litro di cilindrata passarono da 45 a 50 CV, mentre quelli da 1.1 litri salirono da 55 a 60 CV. L'avvento del catalizzatore segnò la fine della produzione della AX GT, così come era nota fino a quel momento: continuò ad essere prodotta, ma in versione catalizzata e con il normale motore 1.4 da 75 CV. Quanto alla AX GTi, essa vide la sua potenza ridotta a 95 CV dalla presenza del catalizzatore.
La carriera della AX cominciò quindi la sua fase discendente: non vi furono grosse novità per il 1993, salvo una particolare versione con motore da un litro di cilindrata e con cambio a 5 marce. Tale versione fu commercializzata con allestimenti differenti a seconda del mercato di destinazione, per esempio in Italia fu proposta con allestimento Dolly e New Way.
Nel 1994 la AX 10i fu proposta in Italia solo in un livello di base senza particolari sigle identificative e con carrozzerie a 3 o a 5 porte. In altri Paesi europei erano ancora presenti gli allestimenti Cascade, Debut, X e Neon. La principale novità del 1994 fu però l'introduzione del nuovo motore diesel da 1.5 litri e 58 CV.
Nel 1996 fu presentata la Citroën Saxo, che avrebbe prima affiancato la AX e nel giro di poco tempo l'avrebbe sostituita. L'AX, dal canto suo, fu proposta con un listino più scarno di versioni. Nel 1998 fu tolta di produzione dai principali mercati europei, mentre in Francia la produzione proseguì per ancora qualche mese.

## Riepilogo caratteristiche
| Modello                                                 | Principali allestimenti | Motore   | Cilindrata cm³ | Alimentazione                                      | Potenza CV/rpm | Coppia Nm/rpm | Trazione | Cambio/ N°rapporti | Massa a vuoto (kg) | Velocità max | Acceler. 0–100 km/h | Consumo (l/100 km) | Anni di produzione |
| Versioni a benzina                                      |                         |          |                |                                                    |                |               |          |                    |                    |              |                     |                    |                    |
| AX 10                                                   | E, RE, Ten              | TU9/K    | 954            | Carburatore                                        | 45/5200        | 73.6/2400     | A        | M/4                | 640                | 145          | 17"9                | 5                  | 1986-92            |
| AX 10i                                                  | Ten                     | TU9M/Z   | 954            | Iniezione                                          | 50/6000        | 73.5/3700     | A        | M/4                | 645                | 149          | 17"4                | 5.8                | 1992-98            |
| AX 10i                                                  | Dolly, New Way          | TU9M/Z   | 954            | Iniezione                                          | 50/6000        | 73.5/3700     | A        | M/5                | 650                | 150          | 17"2                | 5.8                | 1992-96            |
| AX 11                                                   | RE, TRE, TE, TGE, TRS   | TU1/K    | 1124           | Carburatore                                        | 55/5800        | 89.3/3200     | A        | M/5                | 645                | 158          | 13"2                | 5.1                | 1986-92            |
| AX 11i                                                  | TZX, First              | TU1M/Z   | 1124           | Iniezione                                          | 60/6200        | 87.5/3800     | A        | M/5                | 690                | 167          | 13"7                | 5.8                | 1992-98            |
| AX Sport                                                | -                       | TU2A     | 1294           | Carburatore                                        | 95/6800        | 113/5000      | A        | M/5                | 715                | 186          | 8"8                 | 7.7                | 1986-90            |
| AX 14                                                   | TRS, TZS                | TU3A     | 1360           | Carburatore                                        | 65/5400        | 112/3000      | A        | M/5                | 695                | 168          | 11"4                | 5.7                | 1986-88            |
| AX 14                                                   | TRS, TZS                | TU3A/K   | 1360           | Carburatore                                        | 70/5600        | 111/3400      | A        | M/5                | 705                | 170          | 10"8                | 5.7                | 1988-92            |
| AX 14i                                                  | Fashion, GT             | TU3M/Z   | 1360           | Iniezione                                          | 75/6200        | 111/3400      | A        | M/5                | 790                | 173          | 10"7                | 6.4                | 1992-98            |
| AX 14i 4x41                                             | TGS, TZX                | TU3F2/K  | 1360           | Iniezione                                          | 75/5800        | 116/3800      | I        | M/5                | 810                | 167          | 12"6                | 7                  | 1991-92            |
| AX 14i 4x41                                             | TGS, TZX                | TU3M/Z   | 1360           | Iniezione                                          | 75/6200        | 111/3400      | I        | M/5                | 825                | 165          | 12"9                | 7.1                | 1992-94            |
| AX GT                                                   | -                       | TU3 S    | 1360           | Carburatore                                        | 85/6400        | 116/4000      | A        | M/5                | 745                | 180          | 9"6                 | 6.4                | 1987-92            |
| AX GTi                                                  | -                       | TU3FJ2/K | 1360           | Iniezione                                          | 98/6800        | 123/4200      | A        | M/5                | 795                | 190          | 8"7                 | 6.7                | 1991-92            |
| AX GTi                                                  | -                       | TU3FJ2/Z | 1360           | Iniezione                                          | 94/6600        | 117/4200      | A        | M/5                | 795                | 186          | 9"4                 | 6.6                | 1992-95            |
| Versioni diesel                                         |                         |          |                |                                                    |                |               |          |                    |                    |              |                     |                    |                    |
| AX 14 Diesel                                            | D, RD, TRD              | TUD3     | 1360           | Diesel aspirato iniezione indiretta pompa rotativa | 53/5000        | 84/2500       | A        | M/5                | 720                | 155          | 16"5                | 4.6                | 1988-92            |
| AX 14 Diesel                                            | TZD, First              | TUD3     | 1360           | Diesel aspirato iniezione indiretta pompa rotativa | 50/5000        | 82/2500       | A        | M/5                | 725                | 150          | 17"9                | 4.3                | 1992-94            |
| AX 15 Diesel                                            | TZD                     | TUD5     | 1527           | Diesel aspirato iniezione indiretta pompa rotativa | 58/5000        | 95/2250       | A        | M/5                | 805                | 158          | 15"7                | 4.5                | 1994-96            |
| Note: 1Solo per alcuni mercati, tra cui quello italiano |                         |          |                |                                                    |                |               |          |                    |                    |              |                     |                    |                    |

*I dati tecnici fanno riferimento in primo luogo al sito https://web.archive.org/web/20160518025856/http://www.automobile-catalog.com/ ed in alcuni casi anche al catalogo Quattroruote 1000 Auto 1993-94 e Quattroruote 1000 Auto 1995, editi da Editoriale Domus

## Versioni particolari

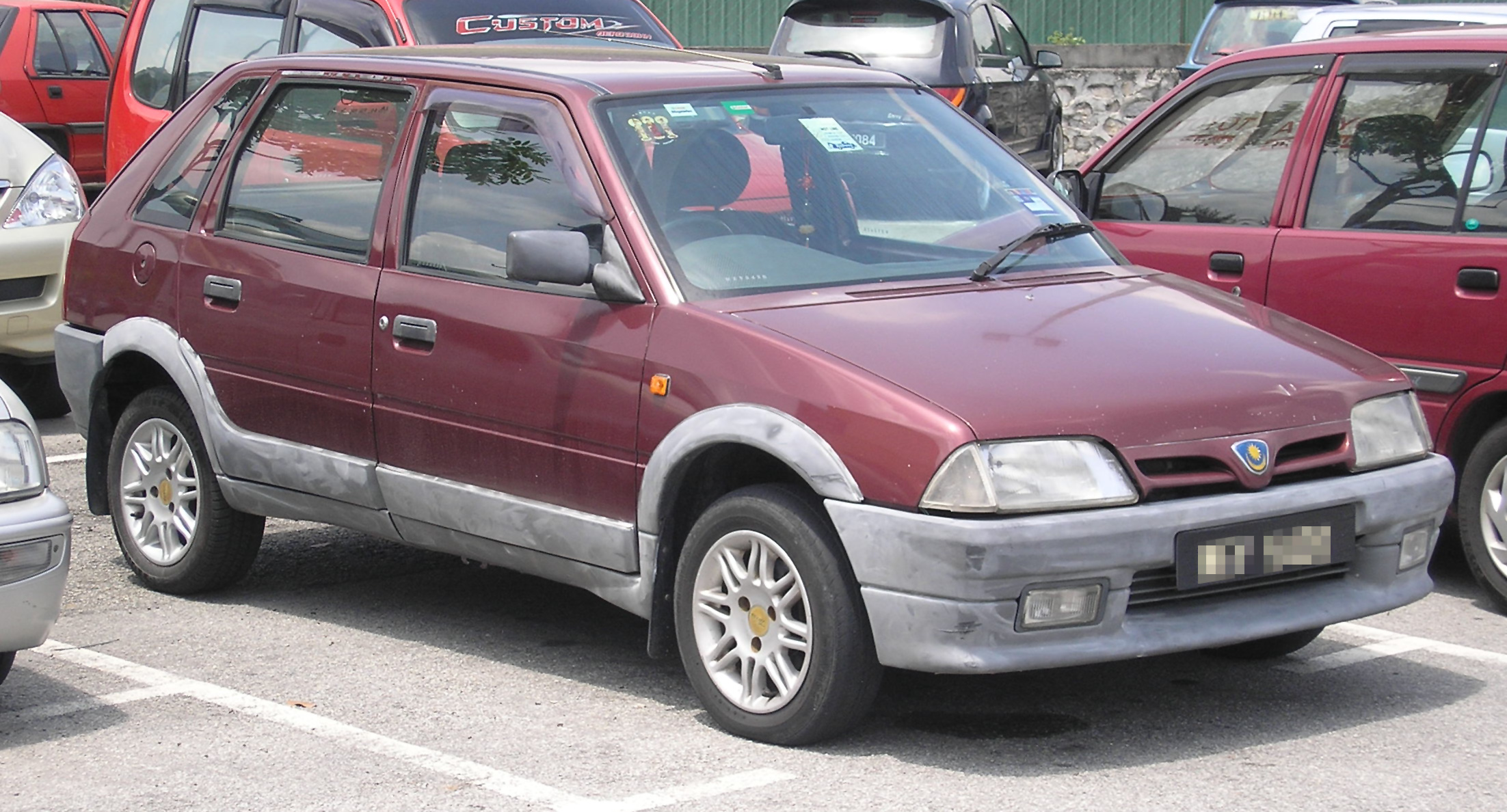
Una Proton Tiara

L'AX fu prodotta anche in versione elettrica, con motore alimentato da una grossa batteria. Non colse nel segno a causa del prezzo troppo elevato e delle prestazioni troppo modeste.
Ne fu realizzato un prototipo con carrozzeria roadster ed uno con carrozzeria station wagon, che rimaserò però solo allo stadio di prototipo. Il prototipo con carrozzeria station wagon fu realizzato da Heuliez e divenne noto come AX Evasion.

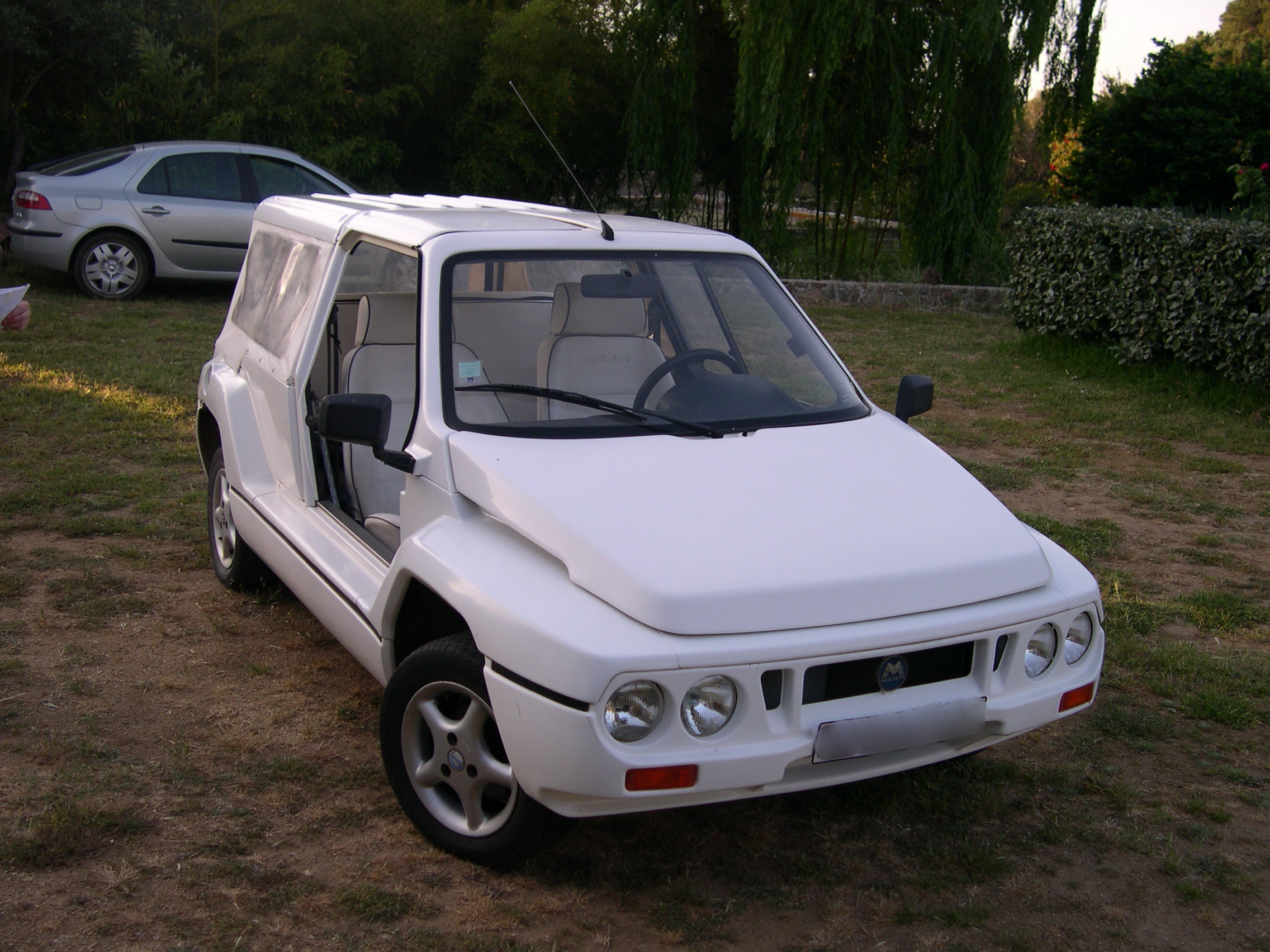
Una Mega su meccanica della AX

Vi fu anche chi prese la propria AX e la trasformò in cabriolet, ma in questo caso si trattava di carrozzerie molto meno ufficiali. L'unica eccezione era rappresentata dalla Mega che sulla base della AX aveva costruito una sorta di vettura apribile per il tempo libero, simile nella filosofia progettuale alla Mehari, ma in forma molto più moderna.
L'AX doveva inizialmente essere prodotta anche come erede della Talbot Samba, doveva avere lo stesso corpo vettura, ma altro marchio sul frontale. Il progetto si interruppe per la decisione di far chiudere definitivamente la Talbot stessa.
La casa malese Proton produsse la AX con il nome di Tiara: la vettura era caratterizzata da una differente calandra e dai passaruota posteriori rigorosamente ad arco. L'unico motore disponibile era quello da 1.1 litri e 60 CV.
Per il solo mercato elvetico, fu prodotta e commercializzata una versione della AX con motore 1.4 a benzina catalizzato e con potenza di 80 CV, mentre per il solo mercato della ex-Germania Ovest fu commercializzata un'analoga versione, ma con potenza di 75 CV.